# Grivina
Гри́вина Да́рья Рома́новна (род. 22 июля 2000, Абакан, Россия), более известна под сценическим псевдонимом GRIVINA — русская певица, работающая в жанрах дип-хаус и абстрактный хип-хоп. Самая известная её песня — «Я хочу», в феврале 2018 года достигшая 1-го места в российском сегменте iTunes. К настоящему времени выпустила два альбома на лейбле Warner Music Russia.

## Биография
Певица Дарья Гривина родилась 22 июля 2000 года в селе Каратузское Красноярского края. Музыкального образования она не имеет. После 9 классов школы пошла учиться на юриста, но потом решила посвятить себя пению.

Да, я закончила всего лишь 9 классов, но спустя время поступила на юриста, потому что мне всегда хотелось копаться в бумажках, как бы странно это не звучало. Но потом меня затянула музыка, я начала петь и всё бросила.
 — «Я рассталась с парнем и проснулась знаменитой»: GRIVINA о своём творчестве — Музыка Первого, 9 июля 2018 года

С певицей работает команда, куда входят поэт-песенник и музыкальный продюсер Денис Газиев и концертный директор Фархад Веисов. Именно Денис Газиев пишет большинство песен, которые она исполняет.
18 мая 2017 года Гривина выложила в «ВК» песню «В одно касание». Когда она записывала эту песню, никто из её команды не думал, что трек станет популярным. И вдруг через несколько месяцев он стал молниеносно набирать прослушивания. Обрадованная успеху Гривина записала ещё несколько песен, самыми успешными из которых станут «I Love Deep House» и «Я хочу».

Первая песня «В одно касание» появилась в 2017 году, и это был её музыкальной дебют.

— Я рассталась с парнем и пришла на студию записать песню… На самом деле я просто хотела, чтобы он меня простил. Разместила это у себя в социальных сетях, но он никак не отреагировал.
— Дальше ты решила не продолжать?

— Нет, я записала вторую песню — всем понравилось, но это все равно было не то, поэтому я пришла третий раз и записала трек «Я хочу». Спела его на одном из концертов, кто-то из зрителей заснял это на видео, а уже следующим утром я проснулась популярной.
 — «Я рассталась с парнем и проснулась знаменитой»: GRIVINA о своём творчестве — Музыка Первого, 9 июля 2018 года

Когда я записывала свою первую песню «В одно касание», я не думала ни о чём. Просто так совпало, что «хоп и стрельнула». Я никогда ни к чему не стремилась, мне просто нравилось петь для себя. Я записала одну, вторую и мне понравилось, а главное, они понравились аудитории, друзья, одноклассники просили ещё. Потом появился ещё один хит — «Я хочу». Это все случайно получилось.
 — Интервью с исполнительницей трека «Я хочу» GRIVINA: «Я никогда ни к чему не стремилась, мне просто нравилось петь для себя» — ВУЗОН.РУ Екатеринбург, 16 февраля 2018 года

Песня «Я хочу» в феврале 2018 года достигнет 1-го места в российском iTunes и в итоге станет 14-й по популярности песней всего 2018 года в социальной сети «ВКонтакте».

— Как давно ты занимаешься музыкой?

— Музыкой я уже занимаюсь год.
— На афише указано, что автором и исполнителем являешься ты. Скажи, что тебя подтолкнуло на написания песни «Я хочу»?

— Это опечатка. Автор моих работ — Денис Газиев. Но главный хит был написан с моей инициативы. Я пришла к звукорежиссёру и объяснила, какую бы песню я хотела исполнять. Мы сидели с ним очень долго, дня два записывали, сначала у нас просто слетела программа, но перезапись во второй раз пошла на пользу треку, мы гораздо лучше его сделали.
 — Интервью с исполнительницей трека «Я хочу» GRIVINA: «Я никогда ни к чему не стремилась, мне просто нравилось петь для себя» — ВУЗОН.РУ Екатеринбург, 16 февраля 2018 года

2 марта 2018 года у Гривиной вышел дебютный альбом из 9 треков, озаглавленный тоже «Я хочу». Альбом включал уже знакомые публике песни и две абсолютно новых. Но первая песня «В одно касание» в альбом не вошла. В поддержку альбома был организован концертный тур по 10 городам России.
Альбом получил положительную оценку от музыкального критика Алексея Мажаева (InterMedia):

Многие знания — многие печали. Дебютный поп-альбом молодой певицы Дарьи Гривиной, которая сначала выложила пару песен «ВКонтакте», а потом получила контракт с Warner Music Russia, показался мне милой и свежей работой. Нашей поп-музыке часто не хватает какой-то лёгкости и естественности, а здесь её хоть ложкой ешь — уместное использование сленга, местами эротические тексты, которые так пошло выглядят в исполнении зрелых певиц, ловкое обращение с модными танцевальными жанрами. Вроде ничего особенного, а послушать приятно, к тому же заметно, что девушка всё это делает с удовольствием…

Тем не менее, критика смутили «жаркие» тексты ряда песен Гривиной, которой на тот момент ещё не исполнилось 18 лет:

Впервые слушая этот альбом, я предполагал, что Дарье года 22: репертуар вполне молодёжный, но уже совсем не детский. Оказалось, что певице на данный момент всего 17 лет, при этом выглядит она ещё моложе. После этого песня «Не дети», где поётся «а мне всё мало, мы повторим ещё, тут жарко стало, снимай с меня бельё», и трек «Я хочу» («я надену белье с кружевами, твои руки тянутся к телу. прижмись ко мне ближе, поцелуи ниже — я этого давно так хотела») заиграли непредвиденными красками. Нет, я всё понимаю про акселерацию и гормоны «не детей», но зачем же это выносить в публичное пространство…

11 июня 2018 года на канале WOW.TV (лейбла Warner Music Russia) на «Ютюбе» был представлен клип на хит «Я хочу».

После того, как в сети появился официальный клип на песню «Я хочу» мнения зрителей разделились: кто-то начал писать, что в свои 17 лет такое показывать некрасиво, а кто-то наоборот поддержал Дашу.

— Если честно, я очень стеснялась на съёмках клипа, но максимально старалась открыться режиссёру. Мне важно, что пишут люди, но мнения хейтеров мне безразлично, хотя раньше с этим у меня была проблема, — поделилась певица.
 — «Я рассталась с парнем и проснулась знаменитой»: GRIVINA о своём творчестве — Музыка Первого, 9 июля 2018 года

Второй альбом Дарьи, «Танцую одна», вышел 14 декабря 2018 года. Популярными песнями в альбоме стали: «Мальчик Party», «Девочку несет», «Твоя ненормальная». Трек «Стой и завидуй» в альбом не вошел.

## Дискография
| Оценки критиков | Оценки критиков |
| Источник        | Оценка          |
| --------------- | --------------- |
| InterMedia      | [ 12 ]          |

| Оценки критиков | Оценки критиков |
| Источник        | Оценка          |
| --------------- | --------------- |
| InterMedia      | [ 9 ]           |

### Студийные альбомы
| №                   | Название                             | Длительность |
| ------------------- | ------------------------------------ | ------------ |
| 1.                  | «I Love Deep House»                  | 3:33         |
| 2.                  | «Мало»                               | 3:16         |
| 3.                  | «Не дети»                            | 3:41         |
| 4.                  | «Каплями»                            | 3:40         |
| 5.                  | «Chocolate Boom» (feat. Mickey Riot) | 3:14         |
| 6.                  | «Медленно»                           | 3:04         |
| 7.                  | «Я хочу»                             | 3:04         |
| 8.                  | «За тобой»                           | 3:28         |
| 9.                  | «Другая»                             | 4:09         |
| Общая длительность: | Общая длительность:                  | Общее: 29:89 |

| №                   | Название                           | Длительность |
| ------------------- | ---------------------------------- | ------------ |
| 1.                  | «I Want To Dance Now»              | 3:36         |
| 2.                  | «Мальчик Party»                    | 3:59         |
| 3.                  | «Девочку несёт»                    | 3:36         |
| 4.                  | «Твоя ненормальная»                | 3:39         |
| 5.                  | «Сладкая вата»                     | 3:20         |
| 6.                  | «Рушится»                          | 3:01         |
| 7.                  | «Темнота»                          | 2:48         |
| 8.                  | «Звездопад»                        | 3:25         |
| 9.                  | «Мальчик Party 2.0» (KLAYMR Remix) | 3:50         |
| Общая длительность: | Общая длительность:                | Общее: 29:14 |

### Официальные синглы
| Год  | Название                        | Чарты                           | Чарты                 | Чарты                   | Примечания                         |
| Год  | Название                        | СНГ                             | СНГ                   | СНГ                     | Примечания                         |
| Год  | Название                        | TopHit Top Radio & YouTube Hits | TopHit Top Radio Hits | TopHit Top YouTube Hits | Примечания                         |
| ---- | ------------------------------- | ------------------------------- | --------------------- | ----------------------- | ---------------------------------- |
| 2017 | «В одно касание»                | —                               | —                     | —                       | без альбома                        |
| 2018 | «Я хочу»                        | 103                             | 562                   | 16                      | Я хочу                             |
| 2018 | «Стой и завидуй»                | —                               | —                     | —                       | без альбома                        |
| 2018 | «Мальчик Party»                 | 464                             | 328                   | —                       | Танцую одна                        |
| 2018 | «Твоя ненормальная»             | —                               | —                     | —                       | Танцую одна                        |
| 2018 | «Девочку несёт»                 | 371                             | —                     | 243                     | Танцую одна                        |
| 2019 | «Пальцами по губам»             | —                               | —                     | —                       | без альбома                        |
| 2019 | «Парковка» (feat. Natami)       | —                               | —                     | —                       | без альбома                        |
| 2019 | «Один на один»                  | —                               | —                     | —                       | без альбома                        |
| 2019 | «Любим грубо» (feat. Bizzname)  | —                               | —                     | —                       | без альбома                        |
| 2019 | «Подростки» (feat. Natami)      | —                               | —                     | —                       | без альбома                        |
| 2020 | «Последний танец»               | —                               | —                     | —                       | без альбома                        |
| 2020 | «Львица на танцполе»            | —                               | —                     | —                       | без альбома                        |
| 2020 | «Сама по себе»                  | —                               | —                     | —                       | без альбома                        |
| 2021 | «Малая»                         | —                               | —                     | —                       | Малая (макси-сингл совм. с D.Q.B.) |
| 2021 | «Кофе со льдом»                 | —                               | —                     | —                       | Малая (макси-сингл совм. с D.Q.B.) |
| 2023 | «Стиль» (совм. с D.Q.B.)        | —                               | —                     | —                       | без альбома                        |
| 2023 | «M53» (совм. с D.Q.B.)          | —                               | —                     | —                       | без альбома                        |
| 2023 | «Flashback»                     | —                               | —                     | —                       | без альбома                        |
| 2024 | «Cristal»                       | —                               | —                     | —                       | без альбома                        |
| 2024 | «Take You» (совм. с Adam Jamar) | —                               | —                     | —                       | без альбома                        |

## Видеоклипы
| Год                         | Клип                                                     | Режиссёр                                                 | Альбом                                                   |
| --------------------------- | -------------------------------------------------------- | -------------------------------------------------------- | -------------------------------------------------------- |
| 2018                        | «Я хочу»                                                 | Павел Худяков & Заур Засеев                              | Я хочу                                                   |
| 2018                        | «Мальчик Party»                                          | Тим Ризаев                                               | Танцую одна                                              |
| 2019                        | «Девочку несёт»                                          | Денис Кузнецов                                           | Танцую одна                                              |
| 2019                        | «Парковка» (feat. Natami)                                | Денис Кузнецов                                           | без альбома                                              |
| 2020                        | «Львица на танцполе»                                     | Фархад Веисов                                            | без альбома                                              |
| Короткометражный видеофильм |                                                          |                                                          |                                                          |
| 2020                        | «Сколько живёт любовь» + отрывок песни «Последний танец» | «Сколько живёт любовь» + отрывок песни «Последний танец» | «Сколько живёт любовь» + отрывок песни «Последний танец» |

## Годовые чарты
| Песня              | Чарт (2018)                                     | Поз. | Ист.   |
| ------------------ | ----------------------------------------------- | ---- | ------ |
| GRIVINA — «Я хочу» | Apple Music Топ-100 в России: 2018 год          | 39   | [ 16 ] |
| GRIVINA — «Я хочу» | TopHit Radio & YouTube — Top Year-End Hits 2018 | 197  | [ 17 ] |
| GRIVINA — «Я хочу» | TopHit YouTube — Top Year-End Hits              | 55   | [ 18 ] |